# Andorrà Open
L'Andorrà Open è un torneo professionistico di tennis giocato su campi in cemento indoor. Si gioca annualmente ad Andorra la Vella in Andorra. Dal 2022, il torneo fa il suo debutto nella categoria WTA 125. È il primo torneo di tennis femminile WTA della storia che si disputa nello stato dell'Andorra.

## Albo d'oro

### Singolare
| Anno | Categoria | Campionessa           | Finalista        | Punteggio   |
| ---- | --------- | --------------------- | ---------------- | ----------- |
| 2022 | WTA 125   | Alycia Parks          | Rebecca Peterson | 6–1, 6–4    |
| 2023 | WTA 125   | Marina Bassols Ribera | Ėrika Andreeva   | 7-5, 7-6(3) |

### Doppio
| Anno | Categoria | Campionesse                       | Finaliste                             | Punteggio   |
| ---- | --------- | --------------------------------- | ------------------------------------- | ----------- |
| 2022 | WTA 125   | Cristina Bucșa Weronika Falkowska | Angelina Gabueva Anastasija Zacharova | 7–6(4), 6–1 |
| 2023 | WTA 125   | Ėrika Andreeva Céline Naef        | Tímea Babos Heather Watson            | 6-2, 6-1    |